# 小笠原正一
小笠原 正一（おがさわら しょういち、1946年1月1日 - ）は、岩手県出身の元プロ野球選手。ポジションは外野手。

## 来歴・人物
岩手県立盛岡農業高等学校から、1964年、日通盛岡へ。4番打者で強肩強打の外野手として活躍。
都市対抗野球で盛岡鉄道管理局の補強選手として後楽園の土を踏んでいる。
1971年のドラフトで阪神から4位指名され入団。「東北のスラッガー」と言われ、ウエスタンでは中軸を打ったが、一軍公式戦に出場がなく、1974年に引退。
引退後、フロント用具係・スコアラーとして活躍した後、阪神園芸でグランド整備を担当した。
鹿島アントラーズの小笠原満男の叔父にあたる。

## 詳細情報

### 年度別投手成績
- 一軍公式戦出場なし

### 背番号
- 34 （1972年 - 1974年）